# Веткина улица
Ве́ткина у́лица  — улица на севере Москвы в районе Марьина Роща Северо-Восточного административного округа, от Шереметьевской улицы. Название связано со старинной «царской железнодорожной веткой», а не с фамилией.

## История
До 1922 года (по др. данным — до 1917 г.) улица называлась Царская Ветка, ибо шла вдоль особой железнодорожной ветки (отсюда равномерный изгиб улицы), по которой вагоны, обслуживавшие царскую семью, перегонялись с Николаевской железной дороги на пути Рижского и Смоленского направлений Московской железной дороги. Во второй половине XX века пути были убраны. Похожим образом образовалась улица Годовикова.
Переименование было призвано устранить «царскую» тему. Улица поначалу (07.06.1922) стала называться Веткина улица; а позже её ошибочно стали часто называть улица Веткина (несмотря на то, что улица не названа в честь человека по фамилии Веткин). Написания улица Веткина придерживаются авторитетные карты, а также справочник «Словарь улиц Москвы», подготовленный редакцией портала «Грамота.ру».

## Расположение
Веткина улица начинается как продолжение 14-го проезда Марьиной Рощи от Шереметьевской улицы, проходит на восток, затем поворачивает на юго-восток вдоль линии Октябрьской железной дороги (перегон Рижская — Останкино), пересекает 13-й проезд Марьиной Рощи (справа), Веткин проезд (слева), затем описывает дугу, поворачивая на юго-запад, пересекает 12-й проезд Марьиной Рощи, подходит к другой железнодорожной линии (Алексеевской соединительной ветке и Рижской железной дороге) и под мостом-путепроводом Шереметьевской улицы (Шереметьевским путепроводом) переходит в 8-й проезд Марьиной Рощи.

## Учреждения и организации
Всего: 3 дома.
- 2 — торгово-текстильная компания «Престиж»; Мосавтотранс, ГУП «Алексеевский пост».
- 2А
- 4